# 開放網路運算遠端程序呼叫
開放網路運算遠端程序呼叫（英語：Open Network Computing Remote Procedure Call，缩写为），一種被廣泛應用的遠端程序呼叫（RPC）系統，是一種屬於應用層的協議堆疊，底層為TCP/IP协议。開放網路運算（ONC）最早源自於昇陽電腦（Sun），是網路文件系统計劃的一部份，因此它經常也被稱為Sun ONC 或 Sun RPC。現今在多數類UNIX系統上都實作了這套系統，微軟公司也以Windows Services for UNIX在他們產品上提供ONC RPC的支援。2009年，昇陽電腦以標準三條款的BSD许可证釋出這套系統。2010年，收購了昇陽電腦的甲骨文公司確認了這套軟體BSD许可证的有效性與適用範圍。

## 技術規格
於1995年出版的 RFC 1831 描述了ONC RPC的內容。出版於2009年的 RFC 5531 是現行版本。至於ONC RPC的認證機制則在 RFC 2695 ，RFC 2203 ，與 RFC 2623 中描述。

## 外部連結
- RFC 1057 - ONC RPC第一版規格書
- RFC 5531 - ONC RPC第二版規格書